# 올레순 FK
올레순 FK(Aalesunds Fotballklubb, Aalesunds FK)는 1914년 6월 25일에 창단된 노르웨이 올레순의 축구 클럽이다.

## 선수 명단

### 현역
참고: FIFA 자격 규정에 따라 소속된 국가대표팀 국기를 표시합니다. 선수는 복수의 FIFA 비회원국 국적을 가지고 있을 수 있습니다.
| 번호 | 포지션 | 국적       | 이름                |
| ---- | ------ | ---------- | ------------------- |
| 3    | DF     | 아이슬란드 | 올라뷔르 그뷔드뮌손 |

| 번호 | 포지션 | 국적 | 이름 |
| ---- | ------ | ---- | ---- |

## 성적
- 노르웨이 컵
  - 우승 1회 (2009)